# Особо опасны
«Особо опасны» (англ. Savages) — детективный триллер режиссёра Оливера Стоуна, в главных ролях — Тейлор Китч, Аарон Тейлор-Джонсон, Блейк Лайвли, Сальма Хайек, Бенисио Дель Торо и Джон Траволта. Фильм основан на романе Дона Уинслоу. В США премьера состоялась 6 июля 2012 года, в России — 13 сентября 2012 года.

## Сюжет
Действие фильма происходит в Лагуна-Бич (Калифорния). Молодые миллионеры Бен (Аарон Тейлор-Джонсон) и Чон (Тейлор Китч) выращивают лучшую в мире траву, при этом Бен занимается выращиванием травы и финансовой стороной бизнеса, а Чон, бывший морпех, служивший в Ираке и Афганистане, решает проблемы с долгами и конкурентами. Друзья живут шведской семьёй с девушкой по имени О (Блейк Лайвли), сокращение от «Офелии».
Накануне возвращения Бена из дальних стран, где он занимался благотворительностью, друзьям присылают запись из Мексики, на которой боевики Тихуанского картеля отрубают головы конкурентам. В записи содержится предложение встретиться.
Интересы картеля в США представляет жестокий головорез Ладо (Бенисио Дель Торо). Выясняется, что в Мексике картелю противостоит другая преступная группировка во главе с человеком по имени Эль Азуль (Хоакин Косио).
Перед встречей друзья советуются с Деннисом (Джон Траволта), своим человеком в Управлении по борьбе с наркотиками. Тот рекомендует друзьям принять условия сделки, которые предложит картель.
Бандиты предлагают Бену и Чону работать с ними, отдавая картелю 20 % прибыли. Друзья обещают подумать, но сами решают выйти из бизнеса и «залечь на дно» в глухой деревушке в Индонезии. Их безопасность в ходе эвакуации должны обеспечить бывшие сослуживцы Чона. Однако их планам не суждено сбыться, поскольку заподозрившие подвох боевики картеля во главе с Ладо похищают Офелию.
Глава картеля, жестокая Елена (Сальма Хайек), озвучивает друзьям новые условия: трёхлетнее сотрудничество, 30 % прибыли картелю, Офелия остаётся у неё в заложниках на один год, после чего возвращается в семью. Бен и Чон на словах соглашаются на это предложение, но сами планируют нанести удар по картелю.
На очередной встрече с друзьями-наркоторговцами Деннис объясняет, что дела у Елены идут далеко не блестяще — её картель вытесняется из Мексики в Калифорнию. Недавний рейд полиции против наркоторговцев в Тихуане уничтожил практически все плантации, принадлежащие Елене, а Эль Азуль участвует в выборах, и если он станет президентом Мексики, то дни Елены сочтены. Деннис говорит, что все ближайшие родственники (муж, братья и два сына-близнеца) Елены, кроме одного сына, живущего в Мехико, погибли, соврав про дочь Магду (Сандра Эчеверриа), которая на самом деле жива и учится в университете в Ориндж каунти в Калифорнии.
Изучив данные по кредиткам Елены, полученные от Денниса, друзья решают ограбить один из принадлежащих ей домов на территории США, который оказывается «перевалочной базой» для грязных денег. Одновременно с этим Бен договаривается с Еленой о сделке — 13 миллионов долларов в обмен на Офелию.
Вместе с группой бывших морпехов Бен и Чон грабят картель, похищая 3 миллиона долларов. Чтобы отвести от себя подозрения, они с помощью своего банкира создают фальшивые улики, указывающие на сотрудничество Алекса (Демиан Бичир), одного из влиятельных членов картеля Елены, с Эль Азулем. Правда, друзья не знают, что Ладо накануне сам договорился о партнёрстве с Эль Азулем.
Тем временем Елена прилетает в США, забирает Офелию у Ладо и «вешает» долг в 3 миллиона долларов, похищенных Беном и Чоном, на недосмотревших за этим трёх своих боевиков, включая Ладо и Алекса.
Во время расправы членов картеля над обвинённым в измене Алексом Бен обращает внимание на то, что тот перед смертью заклинает Елену именем её дочери. Друзья догадываются, что Магда жива, после чего решают похитить её с целью обменять на Офелию. За информацией о её местонахождении они обращаются к Деннису. Однако тот ведёт двойную игру. Агента по борьбе с наркотиками недавно навестил Ладо, с которым тот давно сотрудничает. Ладо сообщает агенту, что теперь работает на Эль Азуля. Деннис, стремясь спасти свою жизнь и жизнь двух дочек, предлагает Ладо похитить Магду и обменять её на 3 миллиона долларов, которые похитили Бен и Чон. А им он, в свою очередь, предлагает раскрыть местонахождение Магды и выдать своего осведомителя в картеле (Ладо) за 3 миллиона долларов.
Бен и Чон похищают Магду, предлагая Елене обменять её на Офелию. Встреча по обмену заложниками должна состояться в пустыне, причём обе стороны «прикрывают» снайперы. В ходе ложного финала происходит интенсивная перестрелка, в которой погибают Елена, Ладо и Бен. Чон вкалывает умирающему Бену смертельный яд, после чего делает уколы этого же яда Офелии и себе (в этом проявляется явное влияние трагедий Шекспира).
В реальном же финале на место обмена, по наводке Денниса, прибывают агенты Управления по борьбе с наркотиками и арестовывают всех участников сделки. Елена получает 30 лет тюремного срока. Друзей-наркоторговцев через пару недель полиция отпускает, поскольку у них есть много компромата на Денниса, вследствие чего тот выдаёт их за своих агентов под прикрытием. Также избежавший наказания Ладо продолжает заниматься преступным бизнесом по выращиванию марихуаны, создав совместно с Эль Азулем новый картель под названием «АзуЛадос». А Бен, Чон и Офелия отправляются на райский остров где-то в Африке или Индонезии.

## В ролях
- Тейлор Китч — Чон
- Аарон Тейлор-Джонсон — Бен
- Блейк Лайвли — Офелия «О»
- Бенисио Дель Торо — Ладо
- Сальма Хайек — Елена
- Сандра Эчеверриа — Магда
- Диего Катаньо — Эстебан
- Эмиль Хирш — Спин
- Джоэл Дэвид Мур — Крэйг
- Джон Траволта — Деннис
- Демиан Бичир — Алекс
- Тревор Донован — Мэтт
- Ральф Эчемендиа — Пол
- Джиллиан Зинцер
- Миа Маэстро — Долорес
- Стивен Данам

## Отзывы критиков
Критики обращали внимание на то, что фильм снят в непривычном для Стоуна стиле. «Поначалу кажется, что криминальный триллер о двух друзьях-наркодилерах и их общей подружке снят не 65-летним классиком, каждый фильм которого вызывает дискуссию о природе власти, денег или медиа, а бодрым дебютантом, набившим руку на видеоклипах», — отмечает Геннадий Устиян.

## Съёмки
Съёмки проходили с июня по сентябрь 2011 года.
Первоначально на роль О была утверждена Дженнифер Лоуренс, но впоследствии актриса отказалась от съёмок ради роли в «Голодных играх». На эту роль также рассматривались Оливия Уайлд, Тереза Палмер и Эбби Корниш.
Ума Турман сыграла мать О Паку, но все сцены с её участием были вырезаны из-за временного ограничения фильма.